# مقاطعة فيتسبك
يقع فيتسبك أوبلاست Ві́цебская во́бласць شمالي بيلاروسيا، عاصمته الإداريّة مدينة فيتيبسك بلغ عدد السكان 1,221,800 حسب تعداد عام 2011.